# Bernard od Italije
| Portal:Europa | Portal:Europa |

Bernard od Italije (797. – 17. travnja 818.) bio je kralj Langobarda 810. – 818.; sin kralja Pipina od Italije i njegove konkubine te unuk cara Karla Velikog. Izvanbračna djeca uglavnom nisu mogla postati vladari u to doba, ali je Karlo dopustio Bernardu da postane vladar Italije nakon Pipinove smrti. Bernard je oženio Kunigundu od Laona te je 817. rođeno njihovo jedino dijete, sin Pipin – grof Vermandoisa u Francuskoj.

## Zavjera
Bernard je kovao zavjeru protiv svoga strica, cara Ludviga Pobožnog, koji je to otkrio. Dao je oslijepiti Bernarda, koji je ubrzo umro u mukama.